# 黎孝里
25°01′02″N 121°33′04″E / 25.017244°N 121.551105°E
黎孝里為台北市大安區六張犁地區的一個里，該里位於大安區東南方，下轄24鄰，人口約7652人。前身為黎和里一部分，於1974年行政區域調整劃編而成，本里南邊為山坡地。

## 地理位置
東至：富陽街96號至188號福州山區東側至中埔山稜線
西至：和平東路三段228巷7號至55號
南至：樂業街127號至173號沿福州山南側至中埔山稜線
北至：和平東路三段230號至310號

## 環境
黎孝里南側多屬山坡地形，環境清幽，原屬軍方彈藥庫已成為富陽自然生態公園，也涵蓋部分福州山公園。整體發展集中於和平東路三段一側，白蘭安居傳統市場是六張犁地區最大的市集，該里也是六張犁地區人口最多的里，人口多集中於安居樂業街口沿線。

## 里內設施
- 福州山公園
- 富陽自然生態公園
- 白蘭安居市場
- 黎孝公園